# Davide Sanguinetti
Davide Sanguinetti (ur. 25 sierpnia 1972 w Viareggio) – włoski tenisista, reprezentant w Pucharze Davisa.

## Kariera tenisowa
Karierę tenisową rozpoczął w roku 1993, a zakończył w marcu 2008 roku.
W grze pojedynczej jest zwycięzcą 2 turniejów rangi ATP World Tour oraz uczestnikiem 4 finałów.
W grze podwójnej Sanguinetti wygrał 1 turniej rangi ATP World Tour i osiągnął 1 finał.
Najwyżej sklasyfikowany w rankingu singlistów był pod koniec października 2005 roku na 42. miejscu, z kolei w zestawieniu deblistów w grudniu 2003 roku zajmował 78. pozycję.
W roku 1998 zadebiutował w reprezentacji Włoch w Pucharze Davisa. Tegoż samego roku doszedł wraz z zespołem do finału imprezy eliminując po drodze reprezentacje Indii, Zimbabwe i Stanów Zjednoczonych. Rundę finałową Włosi rozegrali ze Szwecją; wynik konfrontacji zakończył się zwycięstwem Szwedów 4:1. Łącznie broniąc barw narodowych rozegrał 22 pojedynki (11 wygrał i 11 przegrał).

### Finały w turniejach ATP World Tour
| Legenda                                      |
| -------------------------------------------- |
| Wielki Szlem                                 |
| Igrzyska olimpijskie                         |
| Tennis Masters Cup / ATP Finals              |
| ATP Masters Series / ATP Tour Masters 1000   |
| ATP International Series Gold / ATP Tour 500 |
| ATP International Series / ATP Tour 250      |

#### Gra pojedyncza (2–4)
| Końcowy wynik | Nr | Data             | Turniej       | Nawierzchnia    | Przeciwnik         | Wynik finału     |
| ------------- | -- | ---------------- | ------------- | --------------- | ------------------ | ---------------- |
| Finalista     | 1. | 10 maja 1998     | Coral Springs | Ceglana         | Andrew Ilie        | 5:7, 4:6         |
| Finalista     | 2. | 17 września 2000 | Taszkent      | Twarda          | Marat Safin        | 3:6, 4:6         |
| Finalista     | 3. | 25 lutego 2001   | Memphis       | Twarda (hala)   | Mark Philippoussis | 3:6, 7:6(5), 3:6 |
| Zwycięzca     | 1. | 3 lutego 2002    | Mediolan      | Dywanowa (hala) | Roger Federer      | 7:6(2), 4:6, 6:1 |
| Zwycięzca     | 2. | 10 marca 2002    | Delray Beach  | Twarda          | Andy Roddick       | 6:4, 4:6, 6:4    |
| Finalista     | 4. | 16 lutego 2003   | San Jose      | Twarda (hala)   | Andre Agassi       | 3:6, 1:6         |

#### Gra podwójna (1–1)
| Końcowy wynik | Nr | Data          | Turniej | Nawierzchnia    | Partner       | Przeciwnicy                       | Wynik finału |
| ------------- | -- | ------------- | ------- | --------------- | ------------- | --------------------------------- | ------------ |
| Zwycięzca     | 1. | 27 lipca 1997 | Umag    | Ceglana         | Dinu Pescariu | Dominik Hrbatý Karol Kučera       | 7:6, 6:4     |
| Finalista     | 1. | 6 lutego 2006 | Zagrzeb | Dywanowa (hala) | Andreas Seppi | Jaroslav Levinský Michal Mertiňák | 6:7(7), 1:6  |

### Starty wielkoszlemowe (gra pojedyncza)
| Turniej          | 1997  | 1998  | 1999  | 2000  | 2001  | 2002  | 2003  | 2004  | 2005  | 2006  | 2007  | Wygrane turnieje | Bilans w turnieju |
| ---------------- | ----- | ----- | ----- | ----- | ----- | ----- | ----- | ----- | ----- | ----- | ----- | ---------------- | ----------------- |
| Australian Open  | –     | 2R    | 2R    | 1R    | 1R    | 1R    | 1R    | 1R    | 1R    | 2R    | –     | 0 / 9            | 3–9               |
| French Open      | –     | 1R    | 3R    | 1R    | 1R    | 2R    | 1R    | –     | 2R    | 2R    | –     | 0 / 8            | 5–8               |
| Wimbledon        | –     | QF    | 1R    | 1R    | 2R    | 1R    | 1R    | 1R    | 2R    | 2R    | 1R    | 0 / 10           | 7–10              |
| US Open          | 1R    | 3R    | –     | 1R    | 2R    | 1R    | 2R    | 1R    | 4R    | 1R    | –     | 0 / 9            | 7–9               |
| Wygrane turnieje | 0 / 1 | 0 / 4 | 0 / 3 | 0 / 4 | 0 / 4 | 0 / 4 | 0 / 4 | 0 / 3 | 0 / 4 | 0 / 4 | 0 / 1 | 0 / 36           | N/A               |
| Bilans spotkań   | 0–1   | 7–4   | 3–3   | 0–4   | 2–4   | 1–4   | 1–4   | 0–3   | 5–4   | 3–4   | 0–1   | N/A              | 22–36             |

- W latach 1993–1996 nie grał w żadnym turnieju wielkoszlemowym.